# 非合法武装集団の解体
非合法武装集団の解体（ひごうほうぶそうしゅうだんのかいたい, 英: Disbandment of Illegal Armed Groups）は、紛争後の国家における治安改善、統治機構（ガバナンス）の強化、法の支配および開発を実現しうる環境を整えることを目的に、国際社会の支援のもと国家が主体となって行う活動のひとつ。非合法の武装集団（すなわち国軍以外）を対象として、その武装解除・解体を行うことを指す。略称はDIAG（ダイアグ）。

## 概要
紛争後の国家において、その復興及びその後の経済開発を、国家又はこれを支援する国際社会が円滑に実施できる環境を創る上で、治安の回復は不可欠である。DIAGは、治安回復の為の包括的な枠組みであるSSR（Security Sector Reform: 治安分野改革）の一分野を司る。
SSRの対象となる分野は複数あり、それぞれ対象となる国家によって構成が変化する。基本的には、国家の根幹的な治安機能を回復するために必要な「武装解除」「政府改革」「警察改革」「司法改革」「刑法改革」の5つの要素で構成されている。
DIAGはアフガニスタン政府が主導する「アフガニスタン国家開発戦略」（Afghanistan National Develpment Strategy: ANDS）に基づいて行われる「武装解除」の一環であるが、紛争当事者であった国軍兵士の武装解除を担うDDR（武装解除・動員解除・社会復帰）とは異なる点がある。DIAGでは、非合法すなわちDDRによる武装解除後も武装を続ける国軍以外の非合法の武装集団を対象に武装解除が実施される。さらに武装解除の実施後、対象となった個人の社会復帰は保証されない。効果的なSSRを実施する上では、DDRの実施後にDIAGを実施して、完全な武装解除を実現する必要がある。

## 経緯
- 2005年6月、アフガニスタン政府（内務省、武装解除社会復帰委員会）がDIAGを開始。
- 2006年1月、ロンドン会議が開催されアフガニスタン国家開発計画の草案となる「アフガニスタン・コンパクト」が採択される。→UNAMA
- 2006年7月、「アフガニスタンの平和の定着に関する第2回東京会議」で日本がODAを通じた支援を表明。
- 2006年11月、ハリリ副大統領の戦略見直し提案を受け、カルザイ大統領がアクション・プランの作成を指示。
- 2007年3月、アクション・プラン及びDIAG新体制を宣言する大統領令が発令される。
- 2007年6月、「アフガニスタンの安定に向けたDIAG会議」で、ハリリ副大統領によりDIAGと警察改革の連携の必要性が確認される。

## 成果
日本政府によれば、2006年時点で、DDRの対象とならなかった非合法武装集団は1,800グループ、約12万人存在したといわれる。そのうち2007年時点で、DIAGは（1）武器・弾薬の回収、（2）開発プロジェクトの実施、（3）GOLIAG（非合法武装集団と繋がりのある政府関係者）の解体、（4）議会選挙立候補者の武装解除の4分野で成果を挙げているとされるが、アフガニスタン政府は2007年末までに「全ての非合法武装集団を解体すること」を国際社会に公表しているため、十分な成果が得られているとはいえない。

### 武器・弾薬の回収
- 1,770名の地方司令官、武器所持者がDIAGを承諾
- 武器約35,000丁、弾薬・砲弾28,958箱、約31万個を回収

### 開発プロジェクトの実施
- 2007年4月、DIAG承諾の恩恵として群単位で実施される開発プロジェクトとしてカピサ県マフムド・ラキ群で第一号案件（用水路整備・清掃プロジェクト）の実施を完了
- 2007年8月、タハール県ファルハール郡

### GOLIAGの解体
GOLIAGとみられる72名に次のように対応。
- 19名 - DIAG承諾
- 16名 - 解雇（承諾拒否のため）
- 31名 - 現職のまま
- 2名 - 審議中
- 2名 - 死亡
- 1名 - 消息不明
- 1名 - 情報なし

### 議会選挙立候補者の武装解除
2005年9月の議会選挙において、158名に対し次のように対応。
- 124名 - 武装解除
- 34名 - 立候補資格剥奪

## 日本の取組み
2002年4月、ジュネーヴで開かれた主要国首脳会議（G8）による「アフガニスタン治安支援国会合」以降、日本はアフガニスタンにおけるSSRの一環としてDDR事業の実施を主導するリード国となった。このDDRの後継事業として、日本の取組みはアフガニスタン国防省に属さないDIAGに拡大された。
2008年2月、G8議長国の日本は東京で、「アフガニスタンの平和の定着に関する第3回東京会議」を開催。会議で採択された「アフガニスタンに関する政務局長会合コミュニケ」を履行する形で、総額約12.5億ドルの対アフガニスタン支援策を表明。このうち、DDRおよびDIAGについてはDDR実施機関の立ち上げや元兵士の社会復帰支援（DDRのみ）に1億4,000万ドルが割り当てられることとなった。
主な活動内容
- 政策調整 - 非合法武装集団に影響力を有する有力政治家に対する日本大使による働きかけ等
- ODA支援 - アフガニスタン新生計画（ANBP）に対する支援や開発支援（3,400万ドル）
- 2006年7月、「アフガニスタンの平和の定着に関する第2回東京会議」を開催
- 2007年6月、「アフガニスタンの安定に向けたDIAG会議」を開催
- 2008年2月、「アフガニスタンの平和の定着に関する第3回東京会議」を開催